# Gerhard Dominicus Behrends
Gerhard Dominicus Behrends (* 21. Mai 1776 in Frankfurt am Main; † 17. April 1845 ebenda) war ein Kaufmann und Politiker der Freien Stadt Frankfurt.
Behrends war Handelsmann in Frankfurt am Main. Sein Unternehmen „Gebrüder Behrends“ war ursprünglich Großhandel und Spedition, ab 1837 Weinhandlung. Er heiratete Maria Jakobea Passavant (* 21. September 1790), die Tochter von Johann David Passavant (1756–1800) (der gleichnamige Johann David Passavant war ein Bruder der Ehefrau). Die Tochter Leonore (1813–1871) heiratete Wilhelm Manskopf (1812–1891).
Von 1818 bis 1825 war er Mitglied und von 1822 bis 1825 Subsenior (also stellvertretender Vorsitzender) der Frankfurter Handelskammer. Von 1818 bis 1819, 1822 und 1827 gehörte er dem Gesetzgebenden Körper der Freien Stadt Frankfurt an.